# Kosmisk støv
Kosmisk støv er en variant af støv, der består af partikler i verdensrummet, i størrelsen fra få molekyler til 0,1 mm. Ud over størrelsen underopdeles det efter, hvor i rummet det befinder sig, idet der f.eks. tales om intergalaktisk støv, interstellart støv, planetbundet støv og støvskyer omkring andre stjerner. Desuden omfatter det også den interplanetariske støvsky, der ses på Jorden i synligt lys som zodiakallyset og som består af kometstøv, asteroidestøv og mindre betydende bidrag af støv fra Kuiperbæltet, interstellart støv som passerer solsystemet samt støv fra betameteoroider.
Engang var kosmisk støv kun til ulempe for astronomer, eftersom det skjuler objekter, som de vil observere. Men da man begyndte at foretage astronomiske undersøgelser i det infrarøde spektrum viste støvpartiklerne sig at være væsentlige bestanddele af vigtige og interessante astrofysiske processer.
For eksempel kan kosmisk støv udgøre en væsentlig del af det massetab, som stjerner typisk lider i de senere faser af deres levetid, spille en rolle i de tidlige faser af stjernedannelse og danne planeter. I solsystemet spiller kosmisk støv en stor rolle, foruden som nævnt i zodiacallyset gælder det i Saturns B ringe, for de ydre diffuse planetringe omkring Jupiter, Saturn, Uranus og Neptun, for den resonante støvring omkring Jorden og for kometer.
Studiet af kosmisk støv har mange facetter og omfatter derfor mange forskellige videnskabsdiscipliner: fysik (faststoffysik, elektromagnetisk teori, overfladefysik, statistisk fysik, varmelære), (fraktal matematik), kemi (kemiske reaktioner på støvkornsoverflader), meteoritlære og enhver gren af astronomi og astrofysik. De forskellige undersøgelsesområder kædes sammen af det tema, at de kosmiske støvpartikler udvikler sig cyklisk, både kemisk, fysisk og dynamisk. Astronomer og andre videnskabsmænd indsamler og undersøger prøver af støv på forskellige stadier af dets udvikling og fra forskellige egne for at klarlægge denne proces.
Set på en anden måde minder opfangningen af kosmisk støv om den tilsvarende registrering af fotoner: Når der opdages kosmisk støv, er det videnskabelige problem at "regne baglæns" for at finde ud af, hvordan partiklen endte i detektoren. Det giver oplysninger om parametre som partiklens oprindelige bevægelse og fart, egenskaberne af dens materiale, dens eventuelle interaktion med plasma og magnetiske felter. Små ændringer i nogen af disse parametre kan give signifikant anderledes dynamik, som kan oplyse om, hvor partiklen kom fra og egenskaberne ved det rum, den har passeret.